# Schwetzingen
Schwetzingen város Németországban, azon belül Baden-Württembergben. Lakosainak száma 21 609 fő (2023. december 31.). Schwetzingen Plankstadt és Oftersheim községekkel határos.

## Fekvése
Heidelbergtől nyugatra fekvő település.

## Városrészei
- Schwetzingen
- Südstadt
- Oststadt
- Nordstadt
- Hirschacker
- Kleines Feld
- Schälzig

## Története
Schwetzingen nevét először 766. december 21-én említette a lorschi füveskönyv "Suezzingen" -ként, de a település nyomai már a neolitikum óta léteznek. Eredetileg két település létezett: Oberschwanzingen és az Unterschwetzingen és eredetileg a Worms egyházmegyéhez tartozott. Schwetzingen a rajnai palotagrófok uralma alatt már a 12. században fennállt. Az 1439-es évtől származik az első ismert népességre vonatkozó adat, ekkor 230 lélek élt itt.
A Schwetzingeni moated kastélyt 1350-ben említették először, amikor a rajnai palotagróf megkapta a jogot, hogy II. Rudolf kastélyában éljen. A harmincéves háború és az pfalzi örökösödési háború alatt a kastélyt elpusztították, majd János Vilmos pfalzi választófejedelem és elődei újjáépítették. 1720-tól a Károly Fülöp ideiglenes lakhelyeként szolgált Heidelbergből való távozása után; 1742-től utódja, Károly Tivadar egy nyári rezidenciává építtette át. 1750-ben tervezték és építették meg Schlossplatz "új várost", összekötve a felső és alsó falvakat. 1752-ben nyitották meg a várszínházat.
Schwetzingen 1759-ben kapta meg a piaci jogokat, és a 18. században bővült barokk stílusban.
1803-ban a város Badeni Őrgrófsághoz került, a mint a Rajna jobb partján fekvő Rajnai Palotagrófság teljes részei. 1833-ban a közösség Lipót badeni nagyhercegtől kapta meg a városi jogokat. 1850-től kezdődött az iparosítás. Schwetzingen többek között a szivar és konzervgyártás székhelye volt.
1924-ben hatályon kívül helyezték a Schwetzingeni kerületi hivatalt, és területe egyesült a Mannheim-i kerülettel. 1931-ben Schwetzingen város jelentős területi növekedést ért el a Schwetzinger Hardt felosztásával.
A Mannheim járás körzeti reformja során 1973. január 1-jén megszűnt. Schwetzingen város az újonnan alakult Rhein-Neckar-Kreis része lett. 1992-ben a népesség meghaladta a 20 ezer főt.

## Népesség
A település népessége az elmúlt években az alábbi módon változott:
| Lakosok száma | 14 992 | 16 281 | 18 039 | 18 384 | 17 729 | 21 360 | 22 267 | 22 269 | 21 147 | 21 609 |
|               | 1961   | 1967   | 1974   | 1980   | 1987   | 1993   | 2000   | 2006   | 2013   | 2023   |

## Híres emberek
- I. Miksa bajor király (1756–1825)
- Lujza Amália badeni hercegnő (1811–1854)
- Jonas Strifler (* 1990), labdarúgó